# خاطرات آنه فرانک (فیلم ۱۹۸۰)
خاطرات آنه فرانک (انگلیسی: The Diary of Anne Frank) فیلمی تلویزیونی در سبک زندگینامه‌ای و درام است که نخستین بار از ان‌بی‌سی و در تاریخ ۱۷ نوامبر ۱۹۸۰ پخش شد.

## بازیگران
- ملیسا گیلبرت
- ماکسیمیلیان شل
- جوآن پلورایت
- اسکات جکوبی
- جیمز کوکو
- دوریس رابرتس